# Maine (provincia)
Maine es una de las antiguas provincias de Francia (no debe confundirse con el río La Maine). Se corresponde con el antiguo condado de Maine, cuya capital está en la ciudad de Le Mans. La zona, ahora dividida en los departamentos de Sarthe y Mayenne, contiene alrededor de 857.000 habitantes.

## Historia
En los siglos VIII y IX existió un ducado de Normandía (ducatus Cenomannicus), que varios de los reyes carolingios usaron como infantazgo. Este ducado era una marca que podía haber incluido varios condados incluyendo Maine, y se extendió hasta la Baja Normandía, hasta el Sena. En 748, Pipino el Breve, entonces mayordomo de palacio y por ello el más poderoso hombre en Francia después del rey, dio este ducado a su medio hermano Grifón. En 790 Carlomagno a su vez se lo entregó a su hijo menor, Carlos el Joven. El nieto de Carlomagno, el futuro Carlos el Calvo, y su hijo Luis el Tartamudo heredó el título. En el momento álgido de las invasiones escandinavas Ragenold de Neustria tenía el título así como la marca de Neustria y el condado de Maine, que le fueron entregados a la muerte de Gauzfrid por Carlos el Calvo debido a que los hijos de Gauzfrid eran demasiado jóvenes para desempeñar el cargo. Ragenold, que pudo haber sido el hijo de Renaud d'Herbauges, murió en 885 combatiendo a los vikingos que estaban saqueando Rouen.
El yerno de Carlomagno, Rorgon, fue el conde de Maine entre 832 y 839. En la segunda mitad del siglo IX, Maine adquirió importancia estratégica debido a las invasiones desde Normandía y Bretaña. El hijo de Rorgon Gauzfrid a su vez se convirtió en conde de Maine. Luchó contra Salomón I de Bretaña y en 866 participó en la batalla de Brissarthe junto con Roberto el Fuerte, margrave de Neustria franco.

Mapa de Maine

Se dice que en el año 924 el rey Raúl I de Francia le dio Maine al noble nórdico Rollón, duque de Normandía.
Bordeando el condado de Anjou al sur y el ducado de Normandía al norte, Maine se convirtió en un objeto de lucha entre los gobernantes de estos principados más poderosos. Hugo III de Maine se vio obligado a reconocer a Fulco III de Anjou como su superior.
En algún momento entre 1045 y 1047 Hugo IV se casó con Berta, hija de Odón II de Blois. Los angevinos no querían que Maine cayera bajo la influencia de Blois, y el conde Godofredo Martel invadió Maine. Pero los normandos no querían que Maine regresara a la órbita angevina, de manera que entraron en el conflicto. La cronología exacta es algo que se discute, pero está claro que en 1051 Hugo IV murió y los ciudadanos de Le Mans abrieron la puerta a los angevinos. Anjou acabó teniendo el control efectivo de la mayor parte del condado, pero los normandos tomaron varias plazas fuertes en la frontera entre Maine y Normandía.
El hijo de Hugo IV, Herberto II huyó a la corte normanda (aunque algunos historiadores dicen que estaba bajo control angevino desde unos años antes) y su muerte en 1062 precipitó una crisis de sucesión.
Herberto murió en 1062 sin hijos después de haber declarado heredero a Guillermo el Conquistador, entonces duque de Normandía. Su hermana Margarita fue prometida al hijo mayor de Guillermo, Roberto Curthose y Herberto se había refugiado en la corte de Guillermo en 1056 cuando Godofredo Martel, duque de Anjou, invadió Le Mans.
Mientras el condado se mantuvo en manos angevinas, Anjou tuvo sus propios problemas de sucesión. El duque Guillermo de Normandía reclamó el condado en nombre de la hija menor de Herberto, Margarita, prometida con su hijo Roberto Curthose. La otra pretendiente era la tía de Herberto, Biota, una hermana de Hugo IV, y su esposo Gautier III, conde del Vexin.
Guillermo invadió Maine por la fuerza en 1063 y a pesar de la oposición de Fulco de Anjou, y de barones locales como Godofredo de Mayenne y Huberto de Sainte-Suzanne controló el condado a comienzos de 1064. Biota y Gautier fueron capturados cuando se tomó Le Mans. Murieron poco después en 1063, envenenado, se rumoreó, aunque no hay evidencia real de esto.[cita requerida] El control normando de Maine aseguró la frontera meridional de Normandía contra Anjou y es un factor que permitió a Guillermo lanzar su exitosa invasión de Inglaterra en 1066.
En 1069 los ciudadanos de Le Mans se rebelaron contra los normandos. Pronto algunos de los barones de Le Mans se unieron a la revuelta, los normandos fueron expulsados en 1070, y el joven Hugo V fue proclamado conde de Maine. Era hijo de Azzo d'Este y su esposa Gersendis, la otra hermana del conde Hugo IV. Azzo regresó a Italia, dejando a Gersendis a cargo. El poder real, sin embargo, fue de uno de los barones de Le Mans, Godofredo de Mayenne, que pudo haber sido, también, amante de Gersendis.[cita requerida] Después de los ataques normandos de 1073, 1088, 1098 y 1099, Elías I sucedió a su primo Hugo V, quien le vendió Maine en 1092 por diez mil chelines. Su hija se casó con Fulco V de Anjou, quien tomó Maine en 1110 tras la muerte de Elías. Enrique Beauclerc, se mostró de acuerdo en reconocerlo como conde de Maine mientras reconociera que el duque de Normandía era su superior.
El hijo de Fulco, Godofredo Plantagenet, heredó Maine. Cuando Godofredo murió en 1151, pasó a su hijo, el rey Enrique II de Inglaterra. Puesto que Enrique había sido duque de Normandía desde 1150, Anjou, Maine, y Normandía tuvieron el mismo gobernante por vez primera. Enrique más tarde fundó la dinastía Plantagenet en Inglaterra.
El rey Felipe II de Francia atacó el bastión Plantagenet, conocido como el Imperio angevino, que apoyaba Juan, rey de Inglaterra. La pérdida Plantagenet de Normandía pudo haber llevado a la creciente influencia de la casa de los Capetos y de esta manera, llevó a la guerra de los Cien Años, y el senescal francés Guillermo des Roches también tomó Turena, Anjou y Maine en nombre del rey. En 1331 el conde de Maine se convirtió en par del reino.
Después de la batalla de Verneuil en 1424, los ingleses ocuparon Maine, y Juan de Lancaster asumió el título de duque. Los ingleses conservaron Le Mans hasta 1448 y Fresnay hasta 1449. En 1481, Carlos IV de Anjou legó sus tierras a Luis XI de Francia, de esta manera volviendo el condado a la corona.

### Revolución francesa

Desde 1791, Maine forma la mayor parte de dos departamentos: Mayenne y Sarthe

Al comienzo, una parte de la población de Maine apoyó la Revolución francesa que empezó en París. La extensión de esta y la oposición general de otros países europeos provocaron una guerra, que obligó a las autoridades de la recién creada República Francesa a conseguir soldados que lucharan contra el enemigo. La creciente necesidad de soldados fue perjudicial para Maine, el sur de Normandía y la parte oriental de Bretaña: hombre jóvenes rechazaron unirse al ejército y prefirieron desaparecer y esconderse. Organizaron una especie de ejército secreto y tomaron el nombre de Chouans, por el nombre de sus jefes, Jean Cottereau. Con tales jefes, Maine se convirtió rápidamente en el centro de la contrarrevolución Chouan. Encontraban apoyo local por todas partes entre los campesinos, que se vieron sorprendidos por la forma en que la administración y el ejército trataban a los sacerdotes y a la religión católica. 

### Edad Contemporánea
Durante la Revolución francesa Maine se convirtió en parte de los recientemente creados départements de Mayenne y Sarthe, ahora ambos están juntos en la región del País del Loira.

## Galería

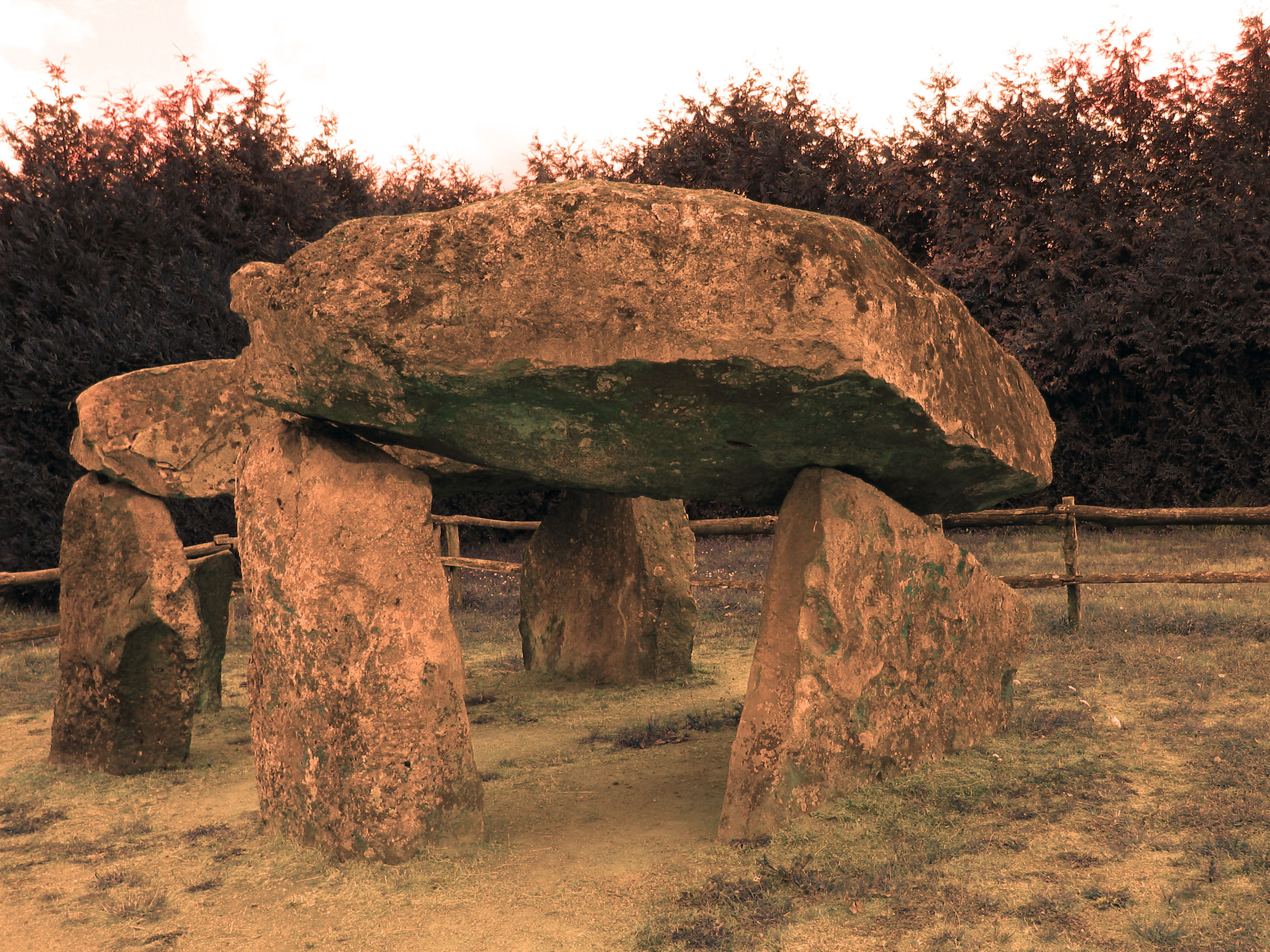
Dolmen, Des Erves (4000 a. C.)
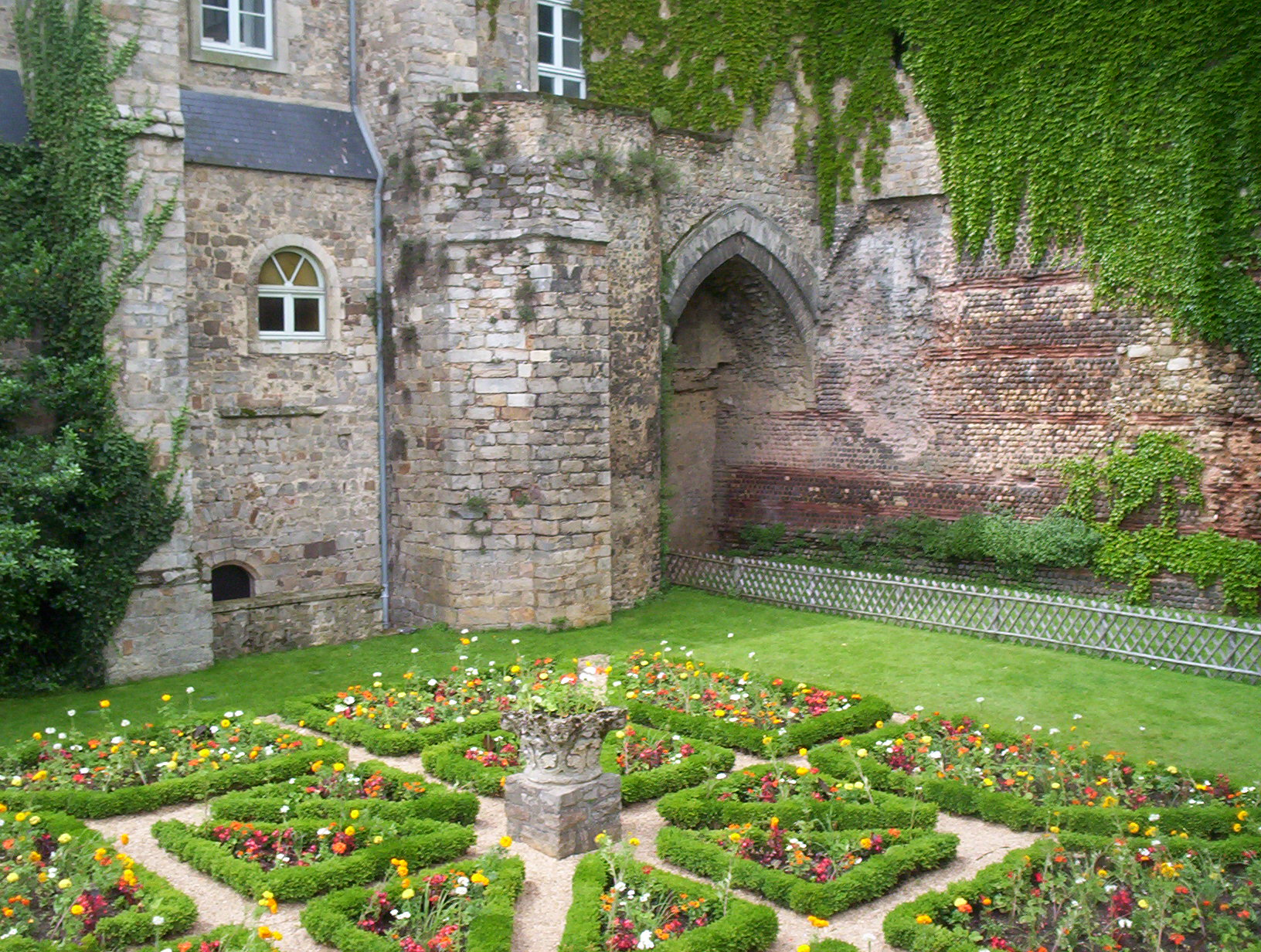
Muro galorromano y medieval en Le Mans
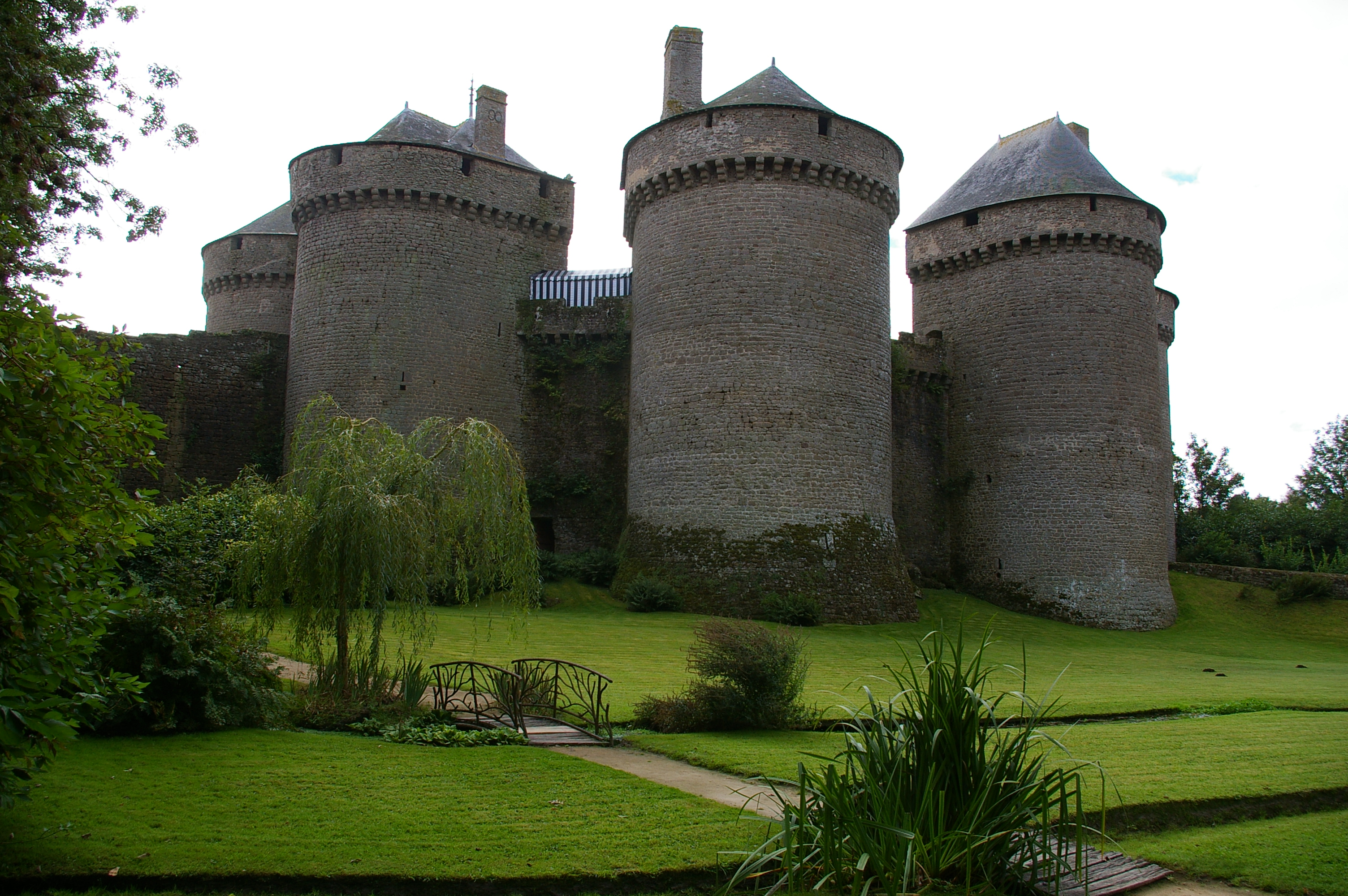
Lassay Castillo de los siglos XII a XV
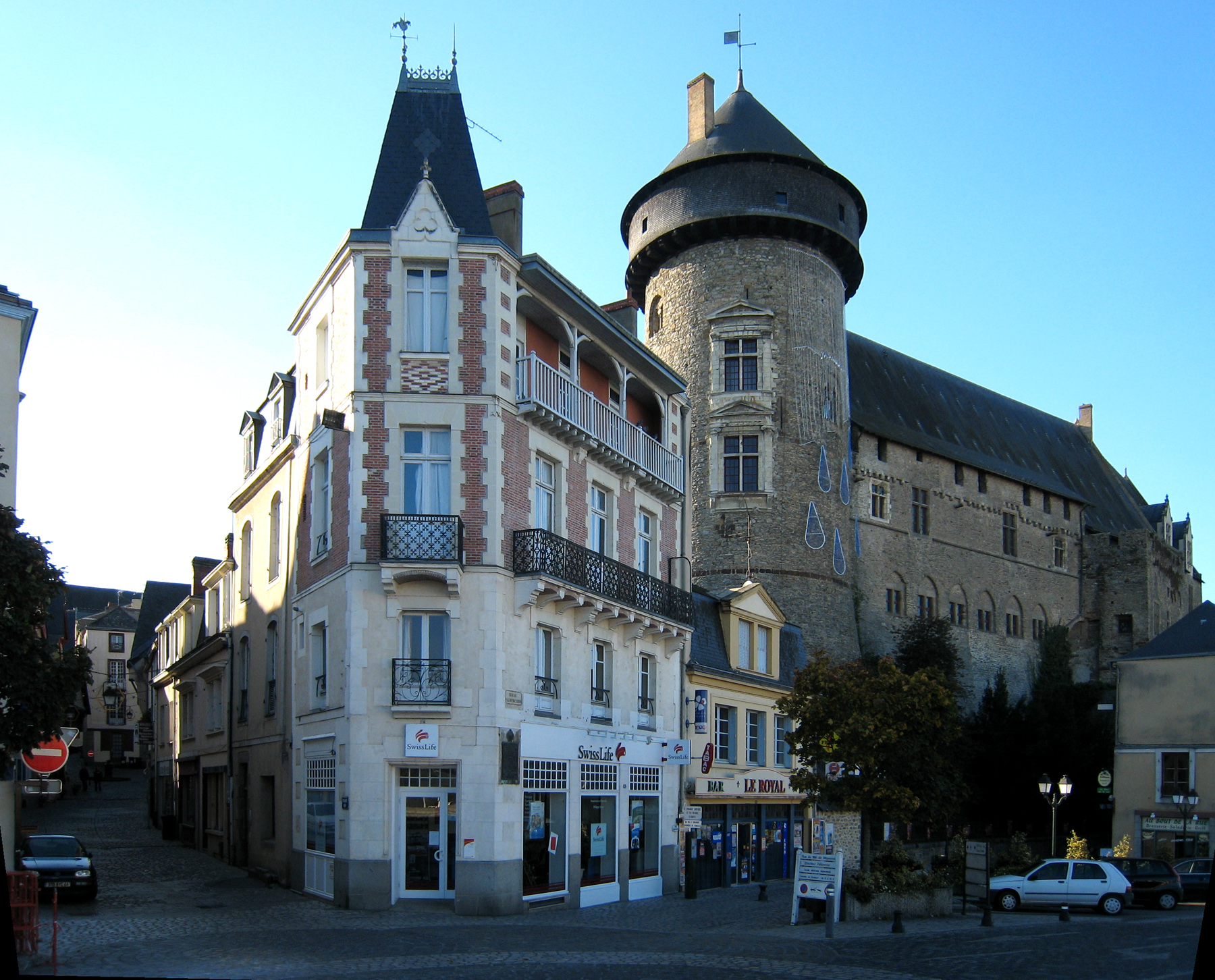
Castillo y ciudad de Laval
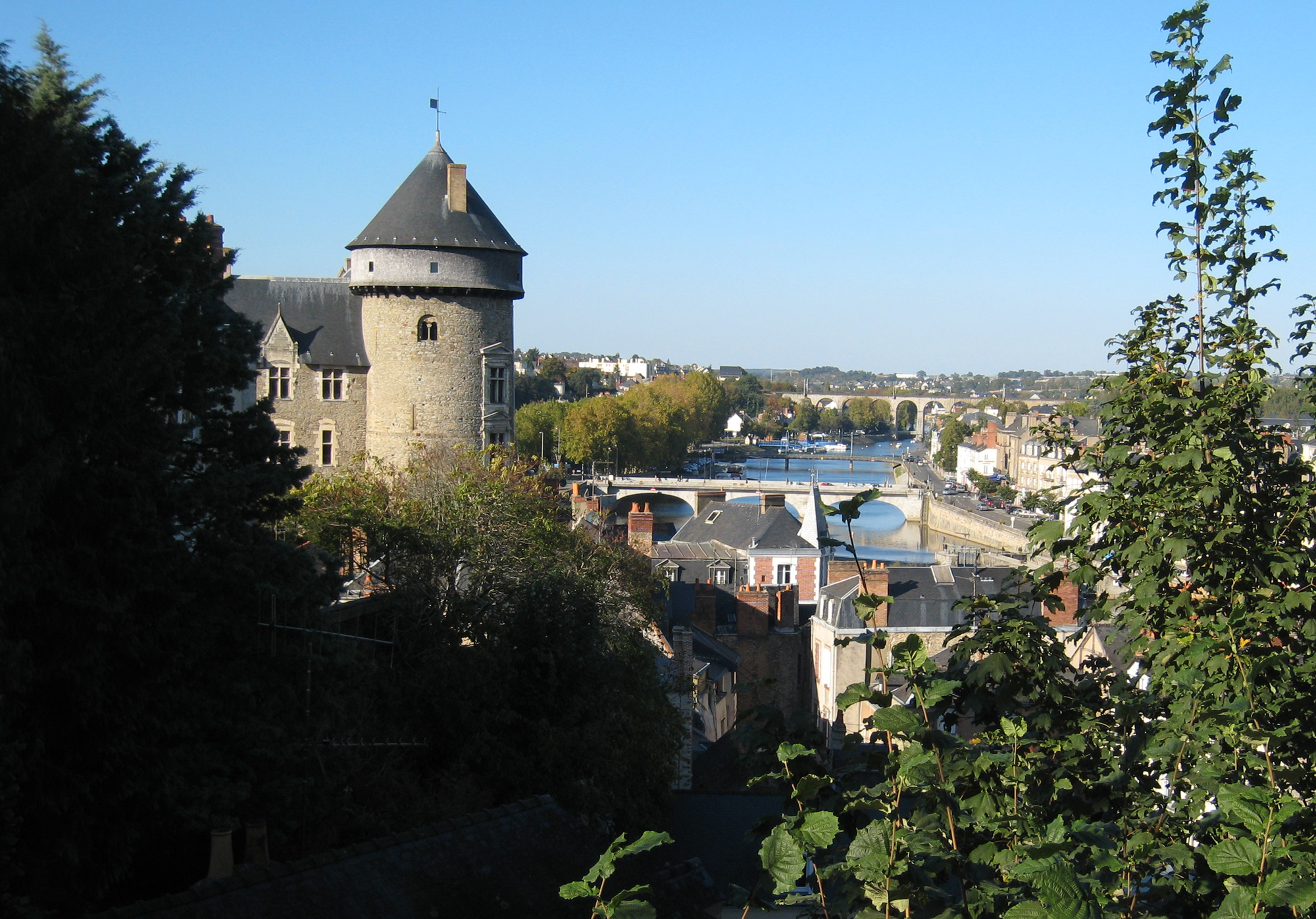
Vista de Laval
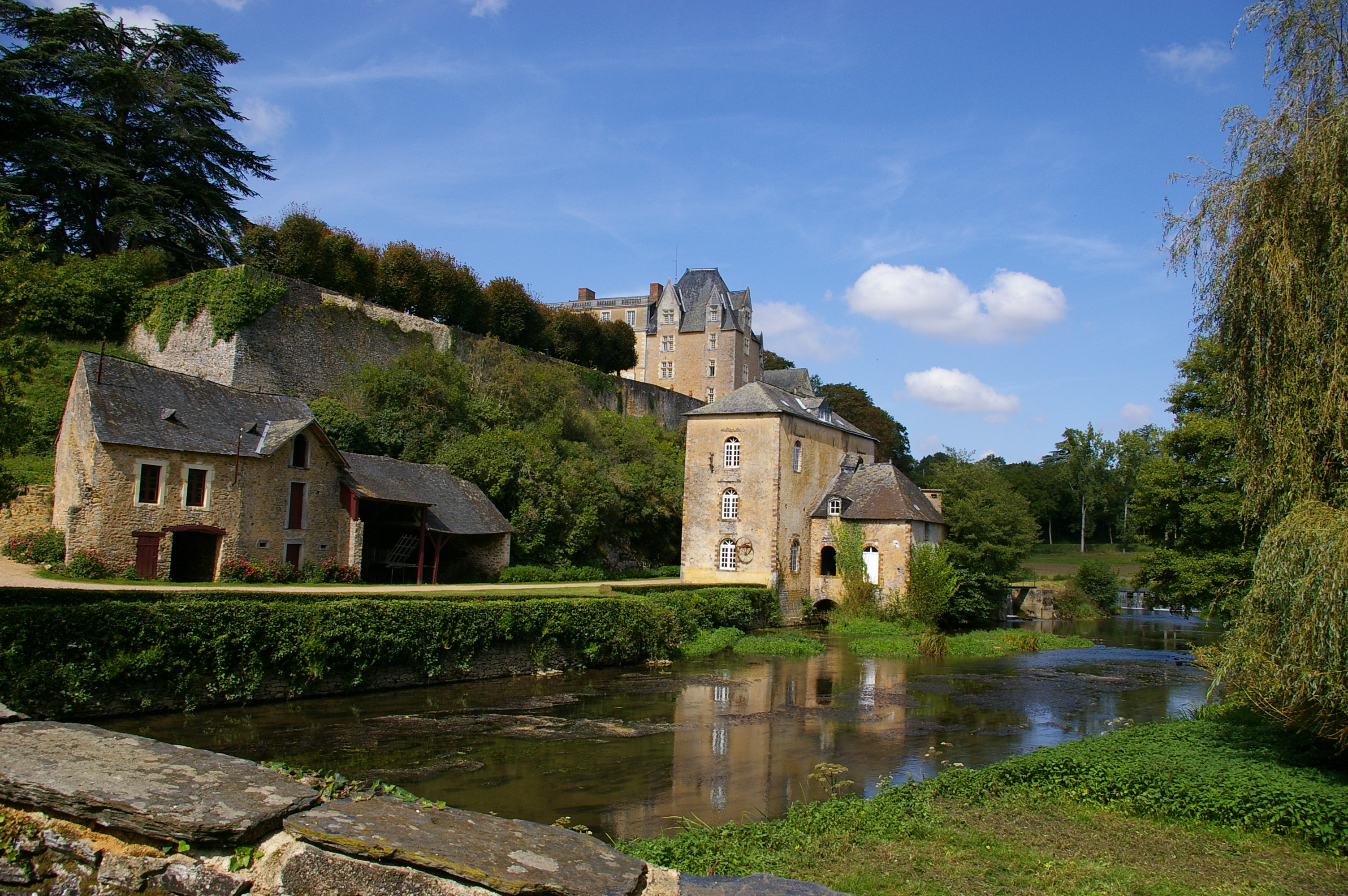
Castillo de Thévalles
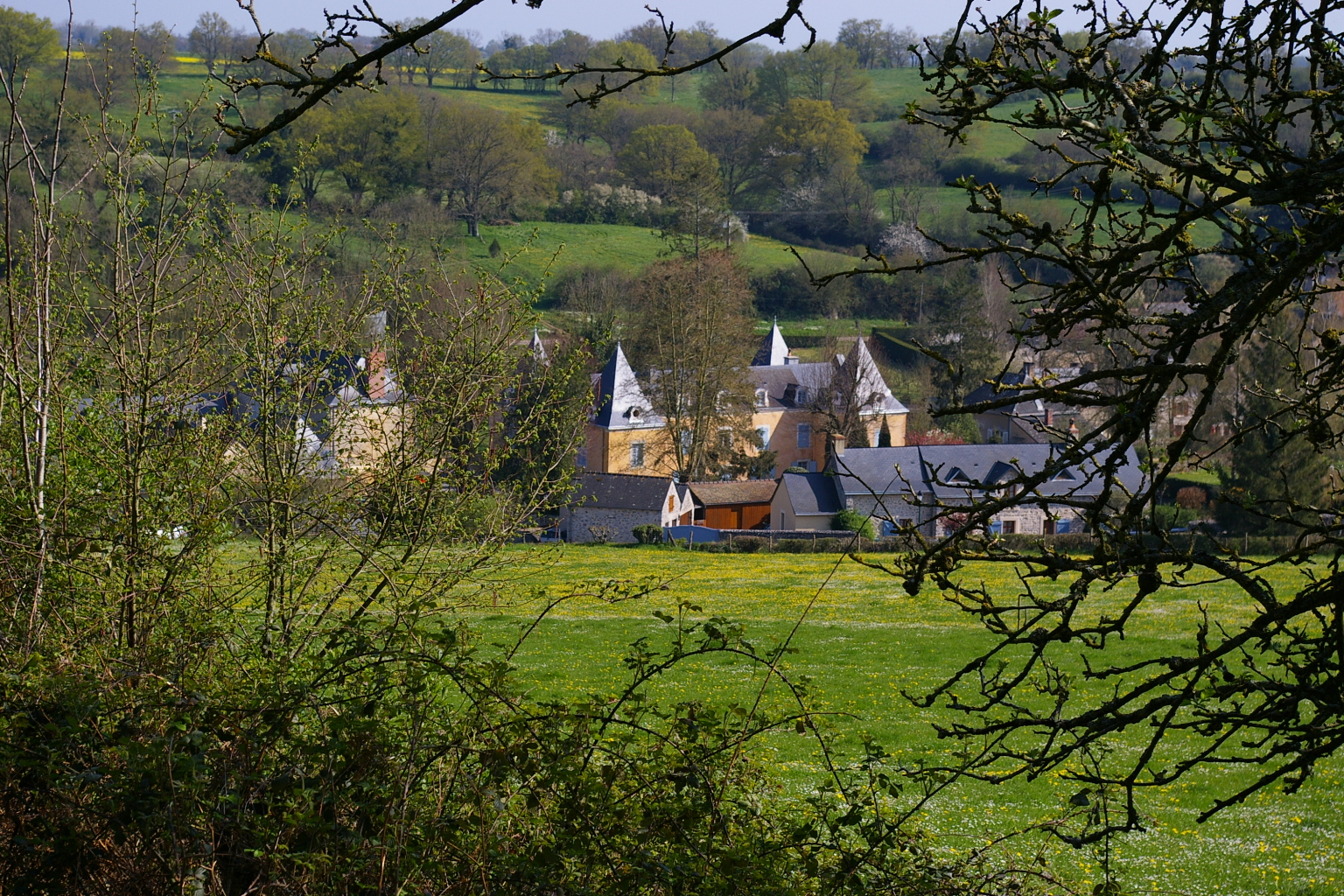
Setos vivos (bocage) de Maine
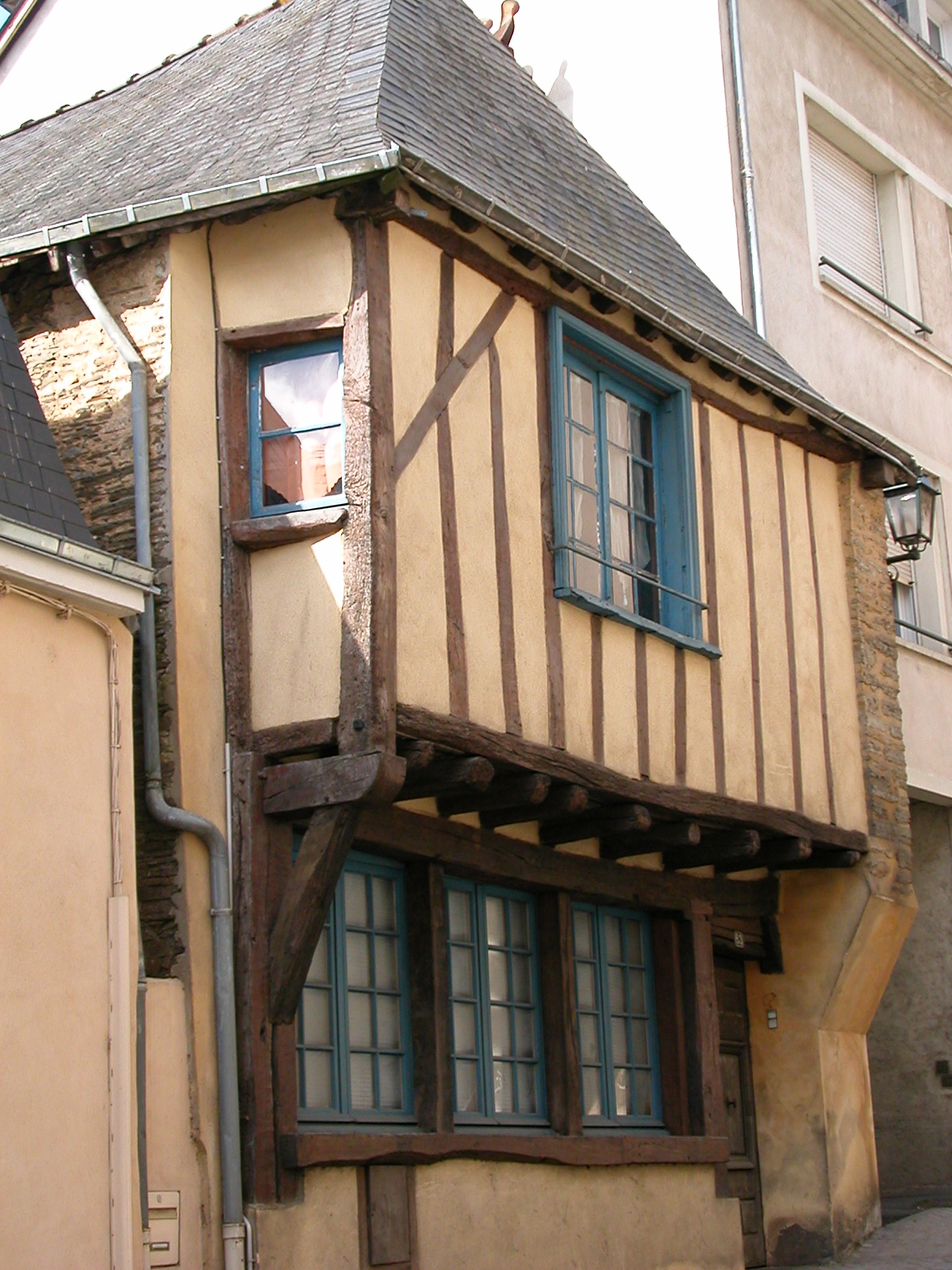
Casa medieval con muros de entramado de madera en Château-Gontier
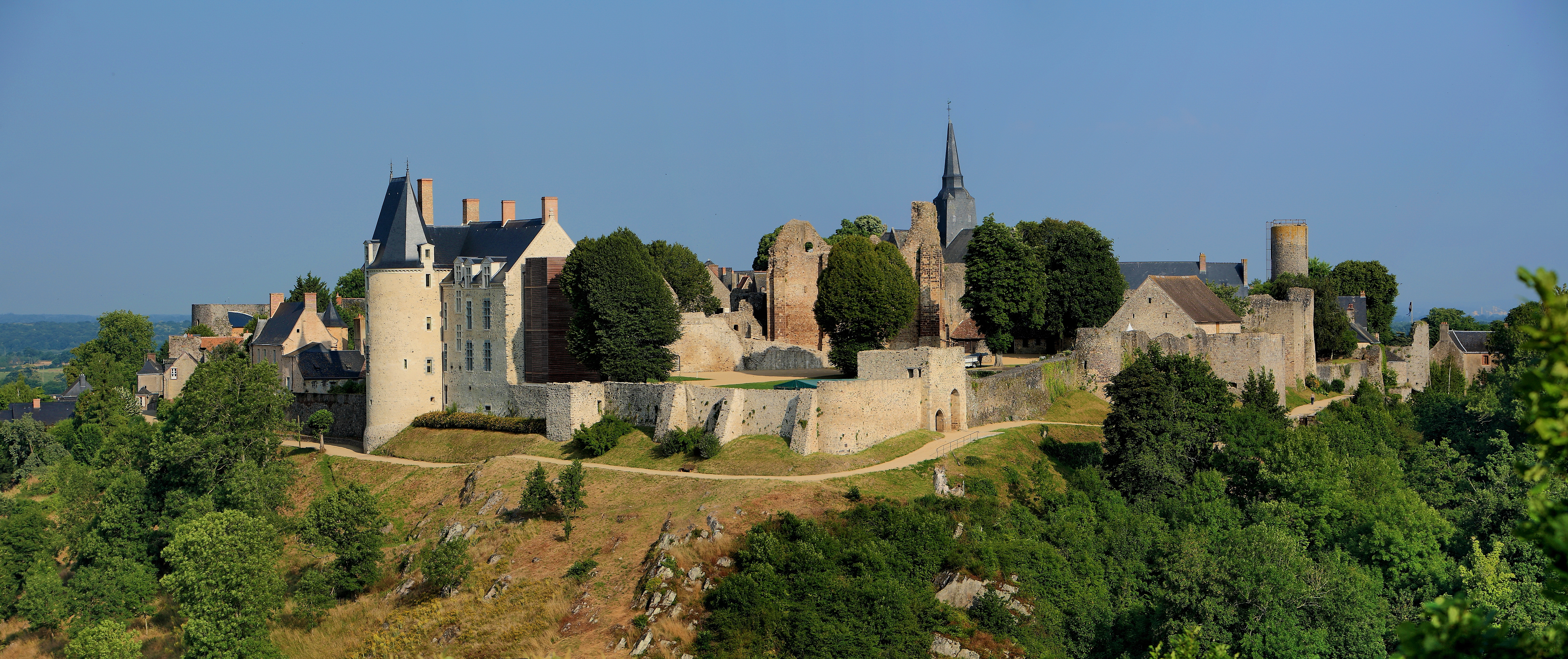
Vista panorámica de Sainte-Suzanne, Mayenne